# 姚之富
姚之富（18世纪—1798年），清朝嘉庆年间川、楚、陕白莲教起义军首领，湖北襄阳府（今湖北省襄阳市）人。
姚之富初从齐林习白莲教，后与子姚文学传教于竹山、竹溪、保康等地。他长期奔波于鄂西北山区，进行广泛宣传，组织群众。嘉庆元年（1796年）齐林被清政府捕杀后，他同齐林的妻子王聪儿、王廷诏率教徒于二月初二日在襄阳黄龙垱起义，提出“官逼民反”口号，助王聪儿统领义军，率领义军以灵活战术屡败清军。姚之富与王聪儿等率领襄阳起义军主力转战于川、楚、陕一带，起义军发展至四、五万人。次年六月，襄阳义军入川东与四川达州起义军在东乡会合，统一编制，义军定青、黄、白、兰各色。领襄阳黄号义军，姚之富与王聪儿同被推为襄阳黄号首领，统帅前军。返回湖北，再入陕西，屡创清军。嘉庆三年（1798年）因用兵失利率师自陕返楚途中，终被清将明亮、德楞泰围于三岱河地区（今湖北郧西境）。四月，在郧西卸花坡（一说是茅山，一作阎王扁），姚之富等奋力抵抗，终战败，率余部攀登山顶，姚之富与王聪儿相继跳崖而亡。